# Chèo bẻo xám
Dicrurus leucophaeus là một loài chim trong họ Dicruridae.

## Hình ảnh

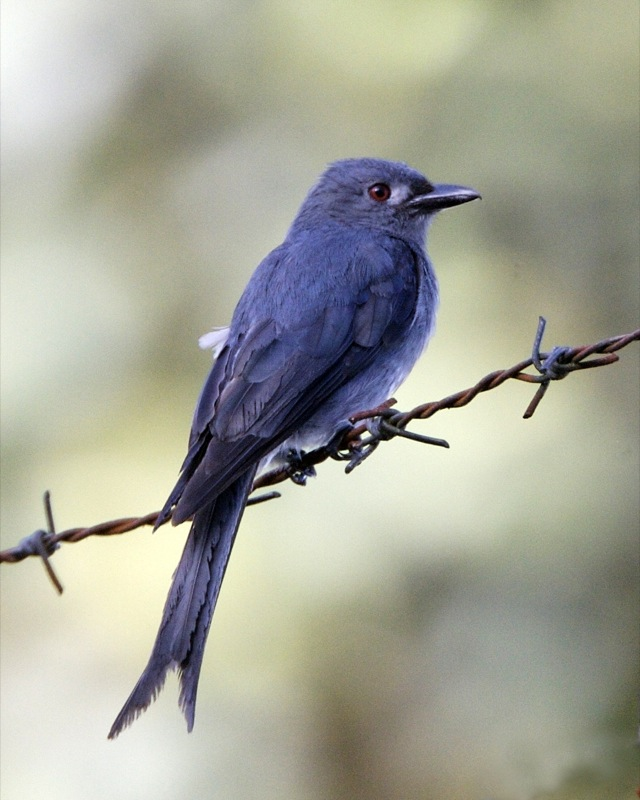
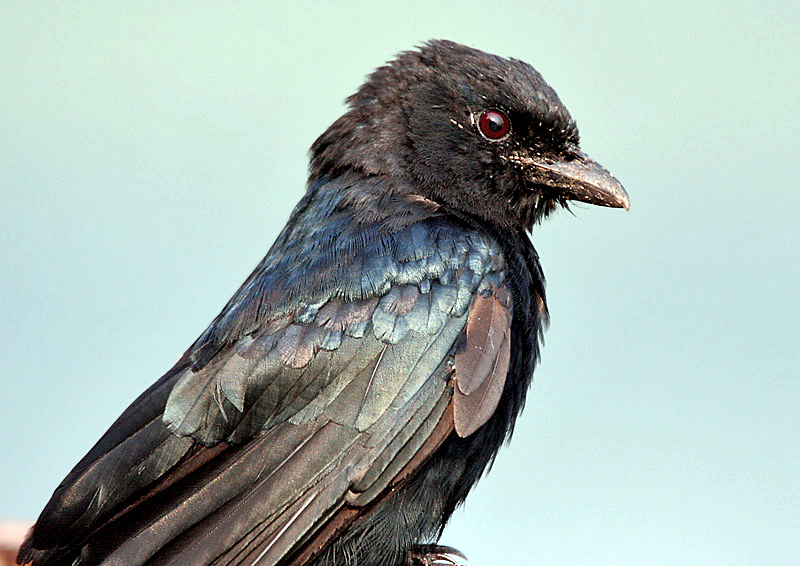
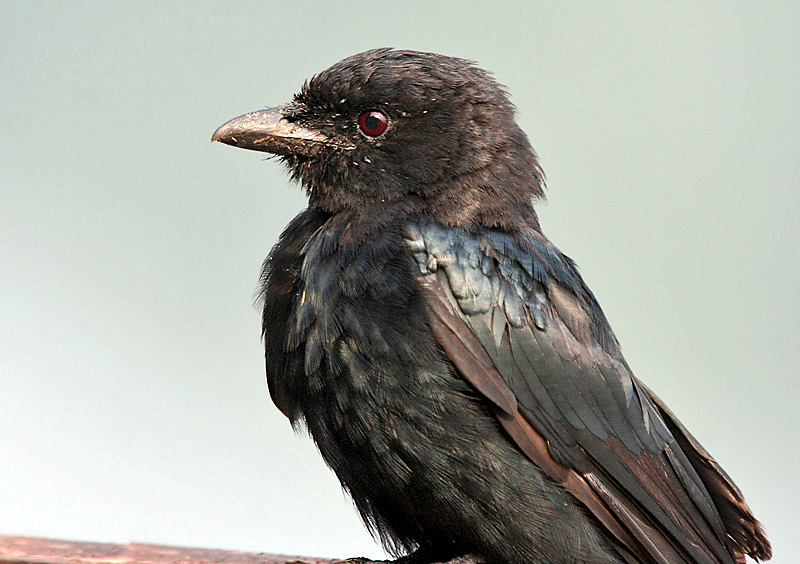
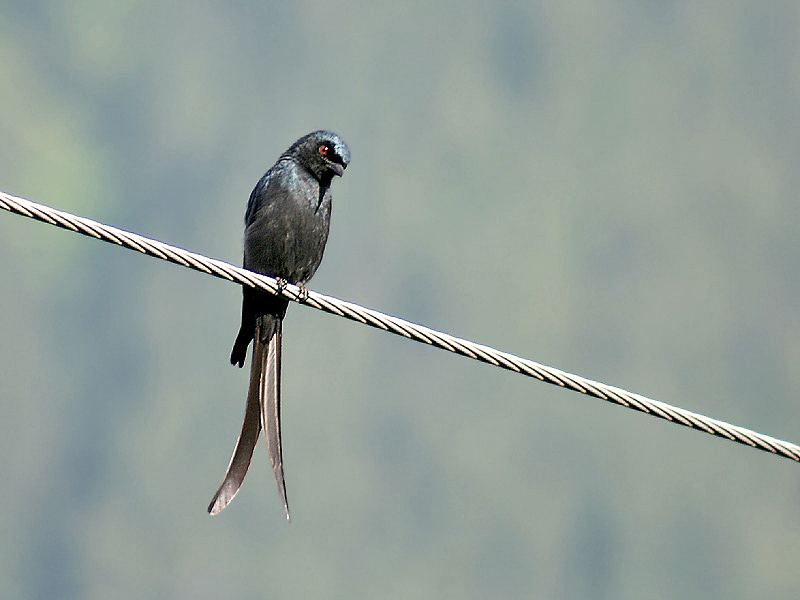